# ドラゴンウォーズ
『ドラゴンウォーズ』（Dragon Wars）は、1989年にアメリカ合衆国のアクティビジョンから発売されたApple IIおよびコモドール64用ロールプレイングゲームである。
主人公を操作し、キングスホーム国王を操るナムターを倒してディルムン大陸を救出する事を目的としている。ドラゴンはシナリオ進行に必須の重要キャラとして、また上述のナムターの脇を固める各方面の長に近い位置付けとして登場する。本作は、元々『Bard's Tale IV』として制作されていたが、タイトル権の関係で、「Bard's Tale」が使用できないこととなった。そのため、発売1ヵ月前に、『ドラゴンウォーズ』とタイトルを変更し、それまで全く登場のなかったドラゴンの要素をストーリーに盛り込んだという経緯がある。
開発はInterplay Entertainmentが行い、プロデューサーは『The Bard's Tale III: Thief of Fate』（1988年）を手掛けたブライアン・ファーゴおよびブルース・シュリックベルンドが担当し、プログラムは『Tales of the Unknown: Volume I The Bard's Tale』（1985年）を手掛けたレベッカ・ハインマンが担当、音楽は『The Bard's Tale III: Thief of Fate』を手掛けたカート・ハイデンが担当している。
1990年にAmigaおよびPC/AT互換機に移植され、日本で同年にPC-9801に移植された他、1991年にX68000およびファミリーコンピュータに移植された。また、月刊コミックコンプで杉田流仙による本作をモチーフとした漫画が連載されていた。
以降、特記が無い限りはFC版について述べる。

## ゲーム内容

### システム
スキルと呼ばれる技術や知識、魔法を用いて、様々な障害物を乗り越え、敵を倒し、アイテムを手に入れ、アンダーワールドと呼ばれる空間を行ったり来たりしながら、ナムターを目指して旅を続ける。その道を一方通行の場所やイベントなどが阻む。

### レベルアップの仕方
戦闘に勝利すると経験値が溜まり、経験値が一定以上溜まるとレベルアップする。キャラクターがレベルアップすると、通常2～4のポイントが与えられる。そのポイントを好きなステータス値に振り分けることで成長していくシステムである。従って、レベルが上昇しても、ポイントを割り振らなければ、キャラクターが強くならない仕組みになっている（HPのみ自然成長する）。また、装備品それぞれには、身につけるためのスキル条件が設定されており、さらに、物語の進行に一定以上のスキルを要求するイベントもあるため、プレイヤーは如何にポイントを振り分けるかを考える必要がある。

### グラフィック
本作は海外ゲームの移植であるため、他のファミコンゲームに比べると、キャラクターデザインに特有の「濃さ」がある。
また、グラフィックにラスター処理が施され、キャラクターが独特のアニメーションをするのも特徴である。

### マップ
町も、ダンジョンも、全て3Dダンジョン型の地形で構成されている。本作はオートマッピング機能を導入しており、一度足を踏み入れた地はマップに記録される。この地図は、[セレクト] ボタンを押すことで確認することができる。そのため、わざと歩く必要のない地に足を踏み入れ、地図を完成させるマッピングと呼ばれる二次的な作業に精を出すこともできる。
一部ダンジョンにおいては灯りを灯さなければ真っ暗な中を手探りで進んでいくしかないマップも用意されている。たとえ灯りを点けても効果は一定歩数分限りとなっている。
なお、ダンジョン内に限らず、街中であっても敵とエンカウントする。そのため、街中だからと言って安心はできない。

### 戦闘
敵は正面から向かい合った形での戦闘となる。戦闘システムはコマンド入力式ターンバトルである。
本作の特徴として、プレーヤー側と敵との距離を表す概念があり、武器や魔法には、それぞれ攻撃が届く距離が設定されている。例えば、剣や斧といった近接戦闘用の武器は、距離の近い敵にしか攻撃できず、魔法や弓などは、遠距離にいる敵を攻撃できる。攻撃範囲に敵がいない場合は、敵に攻撃を仕掛けるために「近付く」必要がある。この「近付く」命令の実行には1ターンを消費しなければならない。
また、使用回数に制限のある武器が存在し、そのような武器は、使用回数が0になる前に買い足す必要がある。

### 魔法
魔法はレベルアップによって憶えるのではなく、巻物を手に入れ、その巻物を「使う」ことで、初めて使用可能になる。魔法の種類は、以下の5系統が存在する。
ローマジック（Low Magic）
簡単な魔法。攻撃から探索、補助まで全ての魔法の基礎。魔法を覚える巻き物も入手しやすいほどには普及している。以下の魔法はローマジックを覚えた上で習得可能。
ドルイドマジック（Druid Magic）
自然の力を借りた魔法。
ハイマジック （High Magic）
かなり高度な魔法。
サンマジック（Sun Magic）
太陽の力を借りた魔法。
ミスクマジック（Misc Magic）
その他雑多な魔法。
プレーヤーキャラクターは、対応する魔法のスキルレベルを1以上にすることで、魔法を習得し、使用することができる。
魔法の使用にはMPが必要である。MPの消費量は、固定値を消費するものと、プレーヤーが消費量を選択する変動式のものとがある。変動式の魔法におけるMP消費量の最大値は、(対象の魔法スキルレベル×2)である。

## 設定

### ストーリー
惑星オセアナ。その惑星に浮かぶ大陸の一つディルムン。その大陸内に位置する最大の王国キングスホーム国王ドレイクの気がふれた。それはディルムン大陸に戦慄が走る瞬間だった。
そのディルムン大陸を、延いては惑星オセアナを悪の世界にしようと企む、国王を意のままに操った張本人ナムターを倒し、このディルムン大陸に光を取り戻すことがゲームの目的となる。

### 世界観
圧政によって虐げられている人々と、荒廃した都市の描写がなされている、重々しい雰囲気の漂うダークファンタジー作品である。同時に、普通の人間である主人公たちが、神や神官（魔術師）に導かれることによって物語が綴られていくという、神話伝説的な側面も有する。神は概念的存在でなく、人間に近しい存在として描かれている。
また、本作には、ナムター（Namtar）を始め、イルカナ（Irkalla）、ナガール（Nergal）、ウトナピティム（Utnapishtim）、エンキデュ（Enkidu）、フンババ(Humbaba）など、メソポタミア神話（ギルガメシュ叙事詩を含む）の登場人物がモチーフとなっているキャラクター、設定等が多数登場する。

### 関連ゲーム用語
アンダーワールド（Underworld）
この世界における地獄であり、イルカナによって統治されている。また、ディルムンの各所と繋がっており、自由に行き来することができる。
いくさ橋（War Bridge）
ランスクの東にかかる橋。通行証を持たないものを通さないよう、衛兵が見張っている。
オセアナ（Oceana）
ディルムン地方がある惑星。
オールド港（Old Dock）
ニザール港へ向かう船が出ている。

ガード橋
ガードが検問のために駐留している橋。橋を通るには、ガードを倒すか一定の条件を満たす事が必要。
キングスホーム（Kingshome）
ディルムン最大の国家。

サソリ橋（Scorpion Bridge）
マジックカレッジに続く橋。サソリ男が橋上で行く手を阻んでいる。アイテムエンキデュトーテムがあれば、通行を許可してもらえる。
サンケンルーイン（Sunken Ruins）
水に沈んだ廃墟。英雄ローバの骨があると言われている。
シージキャンプ（Siege Camp）
ビザノプルを攻略するために設営されたキングスホーム軍の駐留地。
神秘の森（Mystic Wood）
ドルイド僧の聖地であり、森の奥には人間野獣の神エンキデュが祀られている社がある。
スネークピット（Snake Pit）
流刑地。ここの住民はみな気が狂っている。
スマグラー港（Smuggler's Cove）
海賊ロングジョンアグリーの根城。
スレーブキャンプ（Slave Camp）
プロガトリーを脱走した難民のキャンプ場。

ディルムン（Dilmun）
惑星オセアナにある一地方であり、本作の舞台。9つの島とさんご礁から構成され、ディルムンの各都市は独立国家として存在している。
ドラゴンバリー（Dragon Valley）
ドラゴンクイーンの棲家。
ドワーフルーイン（Dwarf Ruins）
石像と小さな建物があるだけの廃墟だが、石像にひすいのめを嵌めると、ドワーフホールへの階段が出現する。
ドワーフホール（Dwarf Clan Hall）
ドワーフ達の住処。フリーダムソードを鍛えた名鍛冶屋もここに在住している。

ニザール（Nisir）
フリーダムソードに真の力を注がせるための山がある。ナムターのアジトも。
ネクロポリス（Necropolis）
死者や死霊の群がる孤島。

ビザノプル（Byzanople）
ジョーダン王子率いる反乱軍の本拠地。バックアイアンヘッド率いるキングスホーム軍に包囲されている。
フォボス（Phoebus）
中央に太陽の神殿が屹立している、ミスタルビジョンの本拠地。地階にはドラゴンが飼われており、囚人が贄として捧げられている。
フリーポート（Freeport）
英雄ローバによって建設された街。離れ小島にフリーダムソードが祭られているが、偽者である。また、ハリファックスが在住しており、条件を満たすと仲間にできる。
プリザーブ（Game Preserve）
王室専用の狩猟場。多くの罠が仕掛けられている。
プロガトリー（Purgatory）
ディルムン最大の町。ディルムンを訪れた主人公たちが身包み剥がされ、放り込まれる町。スタート地点。脱出の方法は複数ある。

マジックカレッジ（Magic College）
ソフトンストーン強化に必要な重要アイテムソウルボールを持つウトナピティムがいる。
マッドトード（Mud Toad）
ドブの臭いが立ちこめた街で、北西部にヒキガエルを奉った神殿がある。また、ラナクターの拠点でもあり、地下にはラナクターの研究所が存在する。
モッグ鉱山
プロガトリーで犯罪を犯したものを強制労働させる収容所である。
モッグの屋敷
彫刻家のモッグが住む屋敷。しかし、モッグの正体は見たものを石化させるモンスターである。

ランスク（Lansk）
中央に広いバルコニーのある街。地下都市も存在するが、地上から地下への入り口は隠蔽されている。

## キャラクター

### プレーヤーキャラクター
プレーヤーは、ゲーム開始時に、4人のプレーヤーキャラクターを作成する。「戦士タイプ」や「魔法使いタイプ」などの既定のパラメータが割り振られている雛形を選択して作成することもできるし、ポイントを自由に振り分けて作成することもできる。

### 追加プレーヤーキャラクター
以下の4キャラクターは操作不能なNPC（Non-Player Character）である一方で、一定の条件を満たすと仲間にする事が出来る。仲間にしなくでもシナリオの進行に影響はしない。
- アルリック（Ulrik）
- ベレンガリア（Valar）
- ハリファックス（Halifax）
- ロビン（Louie）

尚、初期プレーヤーキャラクターの4人を含め、仲間に出来る人数は最大で7人である。そのため、パーティーが7人の状態で、最後の1人を仲間にする時には、仲間にするのを諦めるか、仲間内の誰か1人と別れなければならない。そして、その別れた仲間とは2度と会うことはできない。

### その他（キャラクター）
イルカナ（Irkalla）
アンダーワールドの女王で、ナガールの妻。
ウトナピティム（Utnapishtim）
マジックカレッジの長。
エンキデュ（Enkidu）
人間野獣の神。ドルイド僧に崇拝されている。神秘の森にエンキデュを祭る社と神殿がある。
ザトン（Zaton）
四大魔術師の一人。ナムターに反抗したため、殺害された。
ジョーダン王子（Prince Jordan）
ドレイク王の長男。キングスホームを奪還する為にナムターに抵抗するレジスタンス運動のリーダー。
ドラゴンクイーン（Dragon Queen）
ドラゴンの一族の長。ドラゴンジェムを手にする者に従う。
ドレイク（Drake）
ディルムン最大の地方キングスホーム王国国王。彼がナムターに操られたことから、全ては始まる。
ナガール（Nergal）
ネクロポリスを統べる神。イルカナの夫であるが、夫婦仲は良くない。マッシュルームに目がない。
ナムター（Namtar）
元はドレイク王に仕える四大魔術師の一人だったが、奸計によってキングスホームを乗っ取り、ディルムンに悪政を敷いた男。強大な魔力と不死の肉体を持つ。
マイリーラ王女（Princess Myrilla）
ジョーダン王子の妹。
マイローラ王女（Princess Myrolla）
ジョーダン王子の妹。マイリーラ王女とは双子である。
ミスタルビジョン（Mystalvision）
ナムターに従った太陽教団の長。ドラゴンからドラゴンジェムを手に入れるのに必要なアンクを持つ。
ラナクター（Lanac'Toor）
四大魔術師の一人。ミスタルビジョンとゲイズデーモンによって石にされ、さらに身体をバラバラにされてしまった。
ローバ（Roba）
フリーダムソードを携えたと言われる、ディルムンの伝説的英雄。
ロングジョンアグリー（Long John Ugly）
スマグラー港に住む、肩に一羽のオウムを従えた海賊。

## 移植版
| No. | タイトル         | 発売日            | 対応機種               | 開発元           | 発売元           | メディア                           | 型式   | 備考 |
| --- | ---------------- | ----------------- | ---------------------- | ---------------- | ---------------- | ---------------------------------- | ------ | ---- |
| 1   | Dragon Wars      | 1990年            | Amiga PC/AT互換機      | Interplay        | Interplay        | フロッピーディスク                 | -      |      |
| 2   | ドラゴンウォーズ | 1990年12月12日    | PC-9801                | スタークラフト   | スタークラフト   | フロッピーディスク                 | -      |      |
| 3   | ドラゴンウォーズ | 1991年5月31日     | X68000                 | スタークラフト   | スタークラフト   | フロッピーディスク                 | -      |      |
| 4   | ドラゴンウォーズ | 1991年8月9日      | ファミリーコンピュータ | コトブキシステム | コトブキシステム | 3メガビット+64キロSRAMロムカセット | KSC-Z9 |      |
| 5   | Dragon Wars      | INT 2015年5月28日 | Linux macOS Windows    | Interplay        | Interplay        | ダウンロード (GOG.com)             | -      |      |

パーソナルコンピュータ版
- オリジナルの英語版は1989年 - 1990年までの間に以下の機種用のパソコンゲームとしてアクティビジョンとエレクトロニック・アーツより発売されている。一方で日本国外版ファミリーコンピュータNES版での発売はされていない：
  - Amiga 500
  - Amiga 600
  - Apple II
  - Apple II GS
  - Commodore 64
  - Tandy
  - IBM PC

また、暫く間を置いたOSWindowsの発売後、同社15周年記念として企画されたベストコレクションの一本として収録され、再発売された。
- 日本語版は、スタークラフトより発売されていた。
  - PC-9801
  - X68000

ファミリーコンピュータ版
- 基本システムや世界観などはそのままの移植であるが、音楽、および効果音は全て新規に作成されており、戦闘画面のデザインやエフェクトなどもFC向けに変更が加えられている。

## スタッフ
オリジナル版
- プログラミング：レベッカ・ハインマン
- デザイン：ポール・オコーナー、ブライアン・ファーゴ
- アートワーク：トッド・J・キャマスタ
- プロデューサー：ブライアン・ファーゴ
- コ・プロデューサー：ブルース・シュリックベルンド
- 音楽：カート・ハイデン
- カバー・アートワーク：ボリス・ファレホ
- マニュアル：ポール・オコーナー、ビル・デューガン

ファミリーコンピュータ版
スタッフロールが存在しないため、日本版のスタッフは不明である。

## 評価
ファミリーコンピュータ版
ゲーム誌『ファミコン通信』の「クロスレビュー」では合計22点（満40点）、『ファミリーコンピュータMagazine』の読者投票による「ゲーム通信簿」での評価は以下の通りとなっており、15.7点（満30点）となっている。
| 項目 | キャラクタ | 音楽 | お買得度 | 操作性 | 熱中度 | オリジナリティ | 総合 |
| 得点 | 2.8        | 2.7  | 2.5      | 2.5    | 2.5    | 2.6            | 15.7 |

## 関連作品
ソフト
- Interplay 15th Anniversary Anthology（UPC 040421-007097） - 海外の製品。

書籍
- ドラゴンウォーズハンドブック（ISBN 4893691406）